# Geesje Vandelinde
Geesje Vandelinde (8 de enero de 1963) es una deportista australiana que compitió en judo. Ganó dos medallas en el Campeonato de Oceanía de Judo de 1983, oro en –72 kg y bronce en la categoría abierta.

## Palmarés internacional
| Campeonato de Oceanía | Campeonato de Oceanía | Campeonato de Oceanía | Campeonato de Oceanía |
| Año                   | Lugar                 | Medalla               | Categoría             |
| --------------------- | --------------------- | --------------------- | --------------------- |
| 1983                  | Numea (Francia)       | Medalla de oro        | –72 kg                |
| 1983                  | Numea (Francia)       | Medalla de bronce     | Abierta               |